# Cerkiew Świętych Wiery, Nadziei, Luby i matki ich Zofii w Sosnowcu
Cerkiew pod wezwaniem Świętych Wiery, Nadziei, Luby i matki ich Zofii (Świętych Wiary, Nadziei i Miłości) w Sosnowcu – jedyna istniejąca z trzech sosnowieckich cerkwi prawosławnych.
Znajduje się przy ulicy Jana Kilińskiego 39. Jest to świątynia parafialna. Należy do dekanatu Kraków diecezji łódzko-poznańskiej Polskiego Autokefalicznego Kościoła Prawosławnego.

## Historia
Myśl o budowie po raz pierwszy pojawiła się w 1887. Zorganizowano składkę wśród sosnowieckich i łódzkich przemysłowców – ludzi tak zasłużonych dla rozwoju Sosnowca, jak: bracia Oscar i Franz Schönowie, Heinrich Dietel, Konrad Gamper, Kunitzy i inni – przeważnie ewangelików bądź wyznania mojżeszowego, którym zależało na dobrych układach z rosyjską władzą.
Działkę otrzymano bezpłatnie od Kolei warszawsko-wiedeńskiej.
15 sierpnia 1888 r. położono kamień węgielny, a już 28 listopada roku następnego, świątynia została poświęcona przez biskupa lubelskiego Flawiana. Patronkami nowej cerkwi zostały: Wiera, Nadieżda i Liubow', córki św. Zofii, męczennice z czasów Hadriana.
Budowa przebiegła bardzo szybko, co odbiło się na jakości budynku.
Nabożeństwa odprawiali pierwotnie księża z sąsiednich parafii na Maczkach, w Olkuszu i w Częstochowie. Ale już w kwietniu 1890 r. nowa cerkiew otrzymała pierwszego proboszcza – Joanna Wasiliewicza Lewickiego (z Kalwarii w Podlaskiem).
16 maja 1890 r. arcybiskup warszawsko-chełmski Leoncjusz potwierdził powstanie samodzielnej parafii przy cerkwi pod wezwaniem Świętych Wiery, Nadjeżdy, Ljub’wi i ich matki Zofii, do której przynależał powiat będziński, sztab tutejszej straży granicznej i urzędnicy celni.
Obok powstał dom parafialny – siedziba duchownego i osobny domek dla starosty cerkiewnego.
Dziś cerkiew należy do parafii Świętych Wiery, Nadziei, Luby i matki ich Zofii w Sosnowcu w diecezji łódzko-poznańskiej. Parafia (jako jedna z dwóch placówek prawosławnych w województwie śląskim) obejmuje południową część województwa, m.in. aglomerację katowicką, Bielsko-Białą, Rybnik. Obecnym proboszczem jest ks. Mikołaj Dziewiatowski.
16 marca 2014 r. w świątyni – po raz pierwszy w jej historii – miały miejsce święcenia kapłańskie.

## Architektura

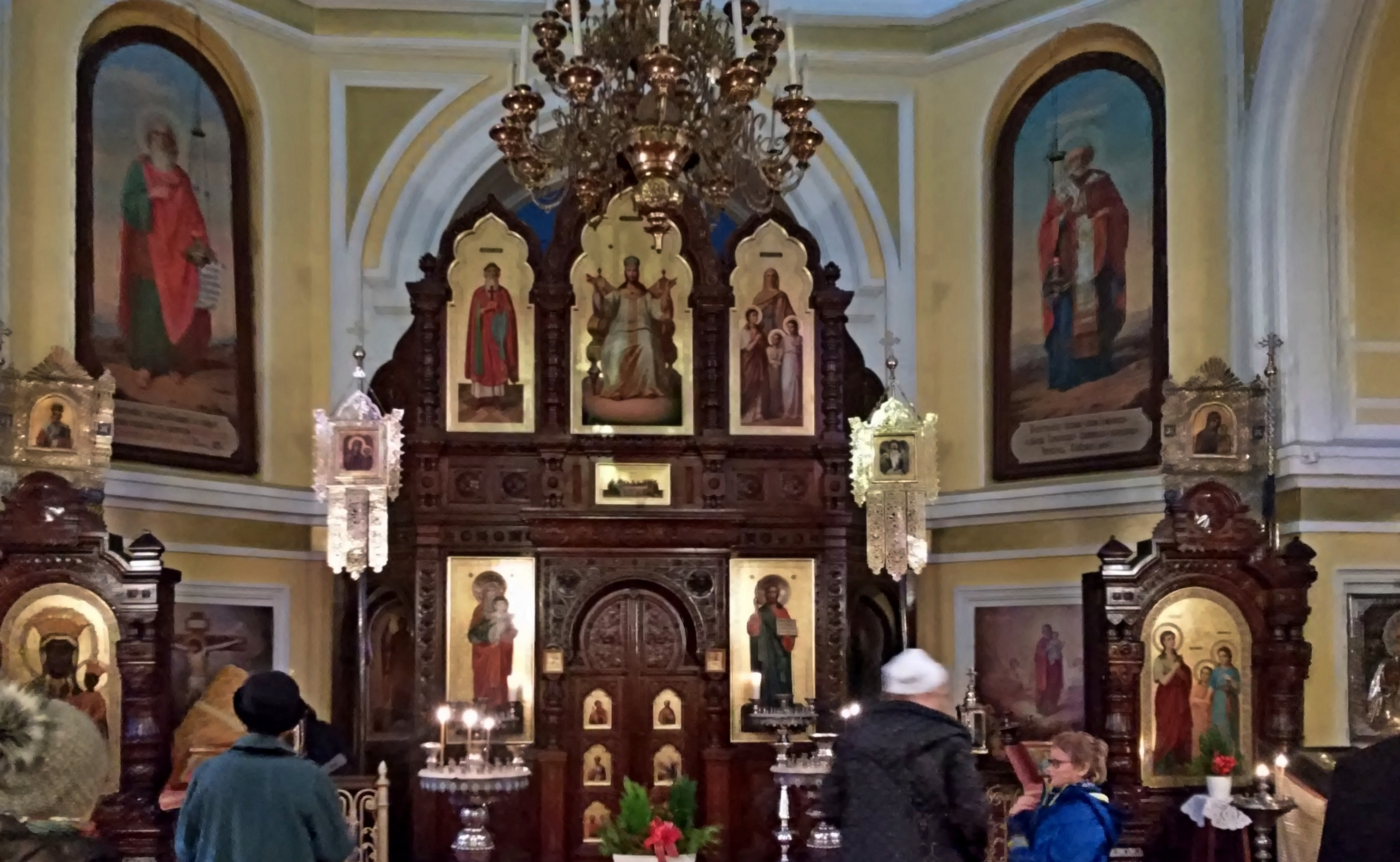
Wnętrze cerkwi (2015)

Zbudowana z cegieł i kamienia, cerkiew składa się z pięciu części. W centrum znajduje się ośmiobok, który z jednej strony podtrzymuje wieżę, a z drugiej prezbiterium. Środkową część świątyni przykrywa kopuła, którą widać jednak tylko od wewnątrz, ponieważ całość uwieńczona jest cebulastym hełmem.
Wejście do cerkwi stanowi fronton w kształcie oślego grzbietu oparty na dwóch, wyraźnie oddzielonych od muru, gruszkowatych kolumnach, tworząc wrażenie „dwuwarstwowości”.
Wnętrze budowli w odróżnieniu od wyglądu zewnętrznego, nosi na sobie znaki okcyndentalizacji – jest jasne, wykonane w stylu klasycystycznym. Dębowy ikonostas (wym. 4,7 x 7 m), którego twórcą był artysta moskiewski Kławdij Lebiediew, a fundatorami bracia Schön, także posiada znaki wpływów zachodnich – szczególnie widoczne jest to w stylu ikon. Częstochowska Ikona Matki Bożej (umieszczona w kiocie po lewej stronie ołtarza) jest darem kolejarzy z Częstochowy. Od 2017 w cerkwi znajduje się ikona patronek, napisana na Athos (w której umieszczono relikwie Świętych Wiary, Nadziei, Miłości i matki ich Zofii, sprowadzone w latach 80. XX w. z Rzymu do sosnowieckiej świątyni).
Cerkiew wpisano do rejestru zabytków 10 października 1980 r. pod nr A-1242/80 (obecnie A/831/2021).